# Vernon Chwe (artista)
Hansol Vernon Chwe (hangul: 한솔 버논 최) (Nova Iorque, 18 de fevereiro de 1998), mais conhecido em sua carreira musical por Vernon (em coreano: 버논), é um rapper, cantor, compositor e dançarino coreano-americano. É popularmente conhecido por fazer parte do grupo masculino Seventeen. Ele realizou sua estreia oficial como integrante do grupo em maio de 2015.

## Início da vida
Vernon nasceu dia 18 de fevereiro de 1998, em Nova York, EUA. Com cinco anos de idade, sua família mudou-se para a Coreia do Sul, onde foi criado no bairro de Hongdae, em Seul. 
Filho de pai coreano e mãe americana, ambos são artistas, Vernon têm uma irmã caçula chamada Sofia Chwe, que nasceu em 2003. Frequentou a Changcheon Middle School, mas depois optou por estudar em casa com os pais, após vários episódios de bullying e por ser notado pela Pledis, para poder se concentrar em sua formação. 
Seu nome artístico vem do nome do meio Vernon, que é o nome de solteira da sua mãe.

## Carreira
Antes de sua estreia oficial como ídolo, Vernon fez várias aparições na televisão sul-coreana, incluindo Hello Stranger,  da Munhwa Broadcasting Corporation, que é um programa sobre estrangeiros vivendo na Coréia Do Sul, e Eye To Eye de Song Eun-i, onde ele apareceu como um estudante de ensino fundamental que era especialista em namoro. 
2012-2014: Pré-Estreia
Vernon se juntou á Pledis em 2012, depois de ter sido observado no metrô e recebeu treinamento pelos próximos três anos, começando em 2013, ele participou do Seventeen Tv, um reality show online que apresentou os trainees da Pledis e mostrou os membros em potencial do boy group Seventeen antes de sua estreia oficial. O show foi transmitido periodicamente no Ustream, onde os trainees se mostravam treinando, cantando, criando coreografias e jogado, além disso, o show online também incluiu a participação em shows, como o Like Seventeen.

2015-Presente: SEVENTEEN E ATIVIDADES SOLOS
Em 2015, a boy band Seventeen estreou com o Extended Play 17 Carat em 26 de maio, através de um reality show chamado Seventeen Project, no qual contribuiu com as letras de 4 das 5 músicas e desde a estreia, Vernon participou da composição de de 90 músicas, tornando-se o membro do grupo com o segundo maior número de créditos de composição depois de Wozzi. 
Ainda em 2015, Vernon lançou a música Lotto com Don Mills, No mesmo ano no natal, participou do programa People Full Capacity Com Dahyun do girl group TWICE, em 2021 lançou um remix com Charli XCX, onde ela comunicou com ele pelo Twitter, Já em 2022, ele lançou sua terceira mixtape para a série The Thirteen Tapes do Sevnteen: um single autocomposto e escrito por ele mesmo que foi intitulado ''Black Eye'' e foi lançado em 23 de dezembro de 2022. 
No inicio de 2023, Vernon foi anunciado como primeiro embaixador global da grife francesa Kenzo e participa ativamente a vários desfiles da marca na Paris Fashion Week e foi o rosto da campanha FW23 da marca, Vernon também é embaixador da UNESCO, junto com os outros membros do Seventeen, embaixador da Human Made.
Em julho de 2023, ao lado de seu colega de grupo Joshua, apresentaram um programa de rádio temático de verão da Apple Music 1 intitulado ''Summer Vacation With Joshua and Vernon of Seventeen'', mais tarde, Vernon se juntou ao programa do Apple Music de Mark Hoppus do Blink-182, After School Radio, para o episódio 169. 
No ano de 2024, Vernon foi promovido a membro regular da Korean Music Copyright Association ( KMCOA ), Ainda neste ano, foi confirmado para ter uma participação especial no filme K-pops!, de Anderson Paek